# Håkon Evjen
Håkon Evjen (Narvik, 2000. február 14. –) norvég válogatott labdarúgó, a dán Brøndby középpályása.

## Pályafutása

### Klubcsapatokban
Evjen a norvégiai Narvik városában született. Az ifjúsági pályafutását a Mjølner csapatában kezdte, majd a Bodø/Glimt akadémiájánál folytatta.
2017-ben mutatkozott be a Bodø/Glimt másodosztályban szereplő felnőtt keretében. A 2017-es szezonban feljutottak az Eliteserienbe. 2020-ban a holland első osztályban érdekelt AZ Alkmaarhoz igazolt. Először a 2020. január 31-ei, Waalwijk ellen 4–0-ra megnyert mérkőzés 71. percében, Calwin Stengs cseréjeként lépett pályára. Első gólját 2021. február 20-án, a VVV-Venlo ellen idegenben 4–1-es győzelemmel zárult találkozón szerezte meg. 2023. január 17-én 4½ éves szerződést kötött a dán Brøndby együttesével.

### A válogatottban
Evjen az U15-östől az U21-esig minden korosztályos válogatottban képviselte Norvégiát.
2020-ban debütált a felnőtt válogatottban. Először a 2020. november 18-ai, Ausztria ellen 1–1-es döntetlennel zárult Nemzetek Ligája csoportkörmérkőzés 86. percében, Veton Berishát váltva lépett pályára.

## Statisztikák
2023. március 5. szerint
| Klub       | Szezon   | Osztály          | Bajnokság | Bajnokság | Kupa és ligakupa | Kupa és ligakupa | Nemzetközi | Nemzetközi | Összesen | Összesen |
| Klub       | Szezon   | Osztály          | Meccs     | Gól       | Meccs            | Gól              | Meccs      | Gól        | Meccs    | Gól      |
| ---------- | -------- | ---------------- | --------- | --------- | ---------------- | ---------------- | ---------- | ---------- | -------- | -------- |
| Bodø/Glimt | 2017     | OBOS-ligaen      | 3         | 0         | 0                | 0                | —          | —          | 3        | 0        |
| Bodø/Glimt | 2018     | Eliteserien      | 15        | 1         | 1                | 0                | —          | —          | 16       | 1        |
| Bodø/Glimt | 2019     | Eliteserien      | 29        | 13        | 0                | 0                | —          | —          | 29       | 13       |
| Bodø/Glimt | Összesen | Összesen         | 47        | 14        | 1                | 0                | 0          | 0          | 48       | 14       |
| AZ Alkmaar | 2019–20  | Eredivisie       | 3         | 0         | 1                | 0                | 2          | 0          | 6        | 0        |
| AZ Alkmaar | 2020–21  | Eredivisie       | 9         | 1         | 1                | 0                | 2          | 0          | 12       | 1        |
| AZ Alkmaar | 2021–22  | Eredivisie       | 24        | 3         | 2                | 0                | 7          | 1          | 33       | 4        |
| AZ Alkmaar | 2022–23  | Eredivisie       | 8         | 0         | 1                | 0                | 7          | 2          | 16       | 2        |
| AZ Alkmaar | Összesen | Összesen         | 44        | 4         | 5                | 0                | 18         | 3          | 67       | 7        |
| Brøndby    | 2022–23  | Danish Superliga | 3         | 0         | 0                | 0                | —          | —          | 3        | 0        |
| Összesen   | Összesen | Összesen         | 94        | 18        | 6                | 0                | 18         | 3          | 118      | 21       |

### A válogatottban
| Válogatott | Év       | Pályára lépés | Gól |
| ---------- | -------- | ------------- | --- |
| Norvégia   | 2020     | 1             | 0   |
| Összesen   | Összesen | 1             | 0   |

## Sikerei, díjai
Bodø/Glimt
- OBOS-ligaen
  - Feljutó (1): 2017

- Eliteserien
  - Ezüstérmes (1): 2019

Egyéni
- Eliteserien – Az Év Játékosa: 2019
- Eliteserien – Az Év Fiatal Játékosa: 2019